# Rosario Soria

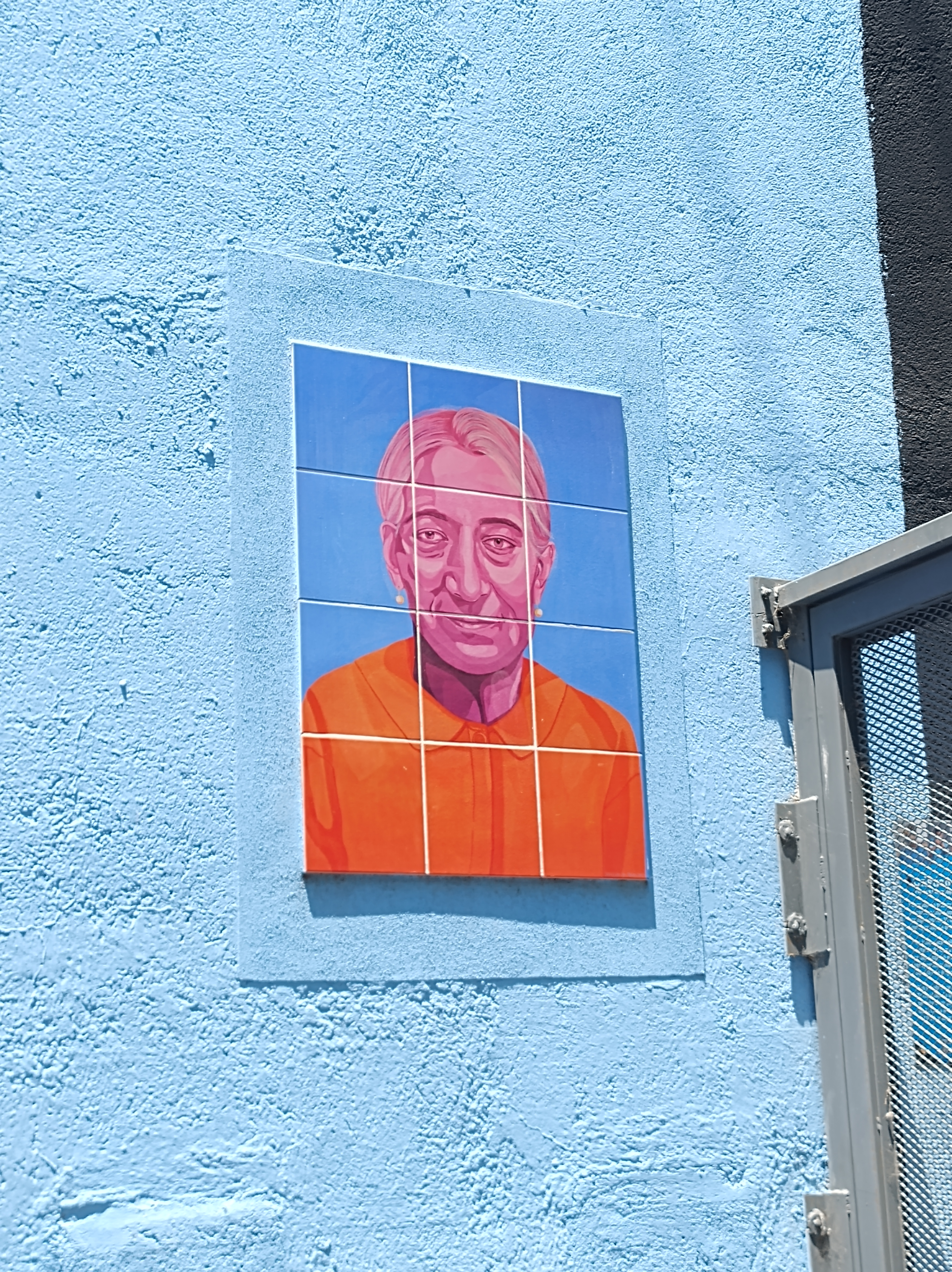
Intervención en mosaico de Rosario Soria, ubicada en el estadio Julio Cesar Villagra.

Rosario Soria de Lascano fue una de las socias fundadoras del Club Atlético Belgrano. Fue quien ideó el celeste para marcar la identidad del club y el color de su camiseta.

## Biografía
Un lunes 19 de marzo de 1905 en el antiguo barrio Pueblo, hoy llamado barrio Alberdi, se llevó a cabo la primera asamblea que tuvo como resultado la creación del Club Atlético Belgrano.
Rosario, madre de los cinco hermanos Lascano (Esteban, Balbino, Nicolás, José y Ricardo), fue quien incentivó y acompañó a los jóvenes, entre ellos el primer presidente del club Arturo Orgaz, a que practicaran el deporte llamado fútbol que las corrientes migratorias trajeron desde Europa.
En el contexto machista de la época, Rosario llevó adelante una verdadera lucha en contra no solo del pensamiento colectivo, sino de su propio esposo, Nicolás Lascano, quien no apoyaba la práctica del deporte. Ella diseñó y cosió las primeras camisetas que usó el club cordobés.